# Pelecopsis radicicola
Pelecopsis radicicola là một loài nhện trong họ Linyphiidae. Chúng được Ludwig Carl Christian Koch miêu tả năm 1872.